# سیمونه بورگرسی
سیمونه بورگرسی (ایتالیایی: Simone Borgheresi؛ زادهٔ ۱ اوت ۱۹۶۸) دوچرخه‌سوار اهل ایتالیا است.